# Carl Cremer

Carl Cremer

Carl Cremer (* 10. Mai 1876 in Essen; † 24. Dezember 1953 in Mosbach) war ein deutscher Jurist, Schriftsteller und Politiker (DVP).

## Leben und Wirken

### Leben im Kaiserreich (1875 bis 1918)
Cremer besuchte in seiner Jugend humanistische Gymnasien in Essen und Hagen in Westfalen. Nach dem Abitur, das er 1894 ablegte, studierte er bis 1897 Rechtswissenschaften, Geschichte und Volkswirtschaft an den Universitäten Tübingen, Berlin und Marburg. 1897 promovierte er mit einer Arbeit über Das Lagergeschäft. Unter besonderer Berücksichtigung des neuen Handelsgesetzbuches für das deutsche Reich zum Dr. jur. Anschließend gehörte er ein Jahr lang, bis 1898, dem 7. Lothringischen Infanterieregiment Nr. 158 in Paderborn an. 1902 legte Cremer die 2. juristische Staatsprüfung ab.
Danach war er von 1903 bis 1919 als Rechtsanwalt in Hagen und Dortmund tätig. 1906 begann Cremer sich politisch zu betätigen. Er wurde Mitglied der Nationalliberalen Partei, deren Vorsitz im Kreis Hagen-Schwelm er schließlich auch übernahm. Ferner war er für die NLP von 1912 bis 1918 Stadtverordneter in Hagen und von 1913 bis 1918 Mitglied des Preußischen Abgeordnetenhauses für den Wahlkreis Dortmund. Ferner war er seit 1909 Mitglied des Vorstandes der deutschen Kolonialgesellschaft.
Ab dem 2. August 1914 nahm Cremer als Oberleutnant der Reserve und Kompagnieführer am Ersten Weltkrieg teil. Er kämpfte zunächst in Belgien und Frankreich, bevor er am 17. September 1914 in der Schlacht bei Reims schwer verwundet wurde. Als „beschränkt garnisondienstfähig“ amtierte er vom 13. September 1915 bis zum 17. Dezember 1918 als Kreishauptmann bei der Oberostverwaltung in Litauen, wo ihm vor allem organisatorische und wirtschaftliche Aufgaben zufielen. Als er 1919 aus der Armee ausschied, hatte er den Rang eines Hauptmanns inne. Außerdem war er Träger des Eisernen Kreuzes.

### Weimarer Republik (1919 bis 1933)
Ende 1918 trat Cremer in die Deutsche Volkspartei (DVP) ein, in deren Zentralvorstand er praktisch sofort aufgenommen wurde. Sein Motiv, sich dieser Partei und nicht der weiter rechts stehenden DNVP anzuschließen, war, einem Brief an Alfred Hugenberg vom 16. März zufolge, dass Cremer „sich nicht vom Gros der [aufgrund der industriefreundlichen Haltung der DVP dieser nahestehenden] westfälischen Freunde [...] trennen“ wollte. 1919 beteiligte Cremer sich am organisatorischen Ausbau der DVP, indem er den Vorsitz der westdeutschen Arbeitsgemeinschaft der Partei übernahm. Ein Jahr später, 1920, wurde er zudem, mittlerweile in Berlin ansässig, Mitglied des Geschäftsführenden Ausschusses seiner Partei.
Auf Empfehlung Alfred Vöglers wurde Cremer 1920 von Alfred Hugenberg als Geschäftsführer der Überseedienst GmbH und als Generaldirektor der Telegraphen-Union in dessen Unternehmenskonglomerat, dem sogenannten Hugenberg-Konzern angestellt. Ferner war er Leiter des von der TU aufgekauften Verlags von Rudolf Dammert in Berlin, in dem mehrere Artikeldienste (Korrespondenzen) erschienen. Außerdem war er Begründer und Mitarbeiter mehrerer Tageszeitungen und Zeitschriften. In seinen Artikelveröffentlichungen befasste Cremer sich überwiegend mit finanz- und wirtschaftspolitischen Themen. Im Januar 1924 beendete er stillschweigend seine Tätigkeit bei der TU; erst als im Frühjahr ein deutlicher Rechtsschwenk in den Dammert-Redaktionen durchgesetzt wurde, wurde dies öffentlich und sorgte für Aufsehen in politischen und Pressekreisen.
Bei der ersten Reichstagswahl der Weimarer Republik im Juni 1920 wurde Cremer erstmals in den Reichstag gewählt, dem er fünf Legislaturperioden lang, bis zur Wahl vom Juli 1932, als Vertreter des Wahlkreises 12 beziehungsweise 11 (Merseburg) angehören sollte. Als Parlamentarier setzte Cremer sich insbesondere für die Interessen des westfälischen Schwerindustrie an. Als Vertrauensmann des Parteivorsitzenden Gustav Stresemann fungierte er zudem als Mittelsmann Stresemanns zum Bankhaus Dreyfus. Zu diesem Zweck veranlasste Stresemann auch Cremers Delegierung in die Gesellschafterversammlung des Fränkischen Kuriers.
Im Parlament übernahm Cremer weitere hohe Ämter: 1925 wurde er Vorsitzender des Propagandaausschusses des Reichstages und im Dezember 1928 übernahm er den Vorsitz des Ausschusses für Reichsreform. Innerhalb der DVP-Fraktion bildete er zusammen mit Julius Curtius und Reinhold Quaatz eine Gruppe. Cremer verließ die DVP schließlich am 2. Juli 1932, da er den unter Stresemanns Nachfolger als Parteivorsitzenden, Eduard Dingeldey, vorgenommenen politischen Rechtsruck der DVP nicht gutheißen wollte.

## Schriften
- Das Lagergeschäft. Unter Berücksichtigung des neuen Handelsgesetzbuches für das deutsche Reich, Hagen 1897 (Dissertation)
- Deutsche Bahnhöfe und ihr Dienst am Reisenden. Dargestellt von deutschen Bahnhofswirten und -Pächtern unter Mitarbeit von Carl Cremer, Dresden 1931.